# ارتجاج الدماغ (فلم 2013)
ارتجاج الدماغ (بالإنجليزية: Concussion) هو فيلم درامي أمريكي تم إنتاجه في سنة 2013 وهو من إخراج ستايزي باسون ومن بطولة روبن وايغرت، الفيلم يتكلم عن امرأة سحاقية اسمها أبي أبلمان تعاني من ألم بعد حادثة ارتجاج مخ لها أصابها أثناء لعبها كرة القاعدة تعمل بعدها كمومس لامرأة أخرى.

## روابط خارجية
- مقالات تستعمل روابط فنية بلا صلة مع ويكي بيانات